# Maud Angelica Behn
Maud Angelica Behn (* 29. dubna 2003, Oslo) je členka norské královské rodiny, je však soukromou občankou a nemá žádný královský titul. Je prvorozeným dítětem princezny Marty Louisy Norské a jejího zesnulého manžela Ariho Behna a nejstarším vnoučetem krále Haralda V. Norského a královny Sonji.
Behn se dostala do celonárodního povědomí díky projevu, který pronesla na pohřbu svého otce, a v roce 2021 vydala svou první knihu.
V roce 2022 soutěžila v norské reality show Maskorama.

## Narození a křest
Maud Angelica Behn se narodila 29. dubna 2003 v Národní nemocnici, fakultní nemocnici v Oslu v Norsku, kde se narodila také její matka. Její pra-pra-babičkou byla Maud z Walesu, nejmladší dcera krále Eduarda VII. Britského.
Pokřtěná byla ve Slottskapellet v královském paláci v Oslu v Norsku 2. července 2003, v den stých narozenin jejího pradědečka, krále Olafa V. Norského. Jejími kmotry jsou její dědeček král Harald V., její strýc korunní princ Haakon, princezna Alexandra ze Sayn-Wittgenstein-Berleburgu, její teta Anja Sabrina Bjørsholová, sestřenice její matky Marianne Ulrichsenová, herec Kåre Conradi a politik Trond Giske.
Má dvě mladší sestry, Leah Isadoru Behnovou, narozenou 8. dubna 2005, a Emmu Tallulah Behnovou, narozenou 29. září 2008.
Webové stránky norské královské rodiny jmenují členy rodiny jako krále Haralda a královnu Sonju, korunního prince Haakona, korunní princeznu Mette-Marit, princeznu Ingrid Alexandru, prince Sverre Magnuse, princeznu Martu Luisu, její tři dcery a princeznu Astrid.

## Následnictví
Maud Angelica Behn je nejstarším vnoučetem norského krále Haralda a královny Sonji. V roce 1990 byla norská ústava změněna a na norský trůn byla zavedena úplná kognatická primogenitura, takže nejstarší dítě, bez ohledu na pohlaví, je na prvním místě v linii následnictví. Tato změna však byla provedena, aniž by z místa vytlačila korunního prince Haakona, protože se týká pouze těch, kteří se narodili po roce 1989. Fakt, že ženy narozené v letech 1971 až 1989 (v praxi pouze Maudina matka Marta Luisa) dostaly nástupnická práva, ale primogenitura se na ně nevztahuje, je kontroverzní. V současnosti je Behnová pátá v linii následnictví norského trůnu.

## Vzdělání
Behnovi žili v Islingtonu v Londýně, poté v New Yorku a nakonec v Lommedalenu, údolí u Osla.
Na podzim roku 2009 byla zapsána na Waldorfskou školu Bærum (norsky: Steinerskolen i Bærum), nezávislou Steinerovu školu v Bærumu, předměstí západně od Osla.

## Rodina
Dne 5. srpna 2016 zahájili její rodiče rozvodové řízení, které bylo dokončeno v roce 2017. Ari Behn se zabil na Štědrý den roku 2019 a byl pohřben v katedrále v Oslu.
Behnová pronesla řeč na pohřbu svého otce a i později hovořila o jeho smrti. V článku věnovaném projevu Aftenposten komentoval: „Není nic mocnějšího než toto“.
Za své veřejné úvahy o duševních onemocněních a sebevraždách obdržela Cenu za akutní psychiatrii za rok 2020. V říjnu 2021 vydala svou první knihu Nitě slz, svůj básnický a ilustrační debut, který vypráví příběh dívky, jejíž život je temný, ale která se naučí tkát z nití, jež při pláči spouští. Bylo vytištěno deset tisíc výtisků a po vydání kniha okamžitě obsadila první místo v žebříčku bestsellerů Norského svazu knihkupců.
Své vlastní kresby pravidelně publikuje na Instagramu. V roce 2021 princezna Marta Luisa uvedla, že až skončí pandemie covidu-19, plánuje se přestěhovat se svými dcerami do Spojených států amerických, ale nakonec to neudělala.
V červnu 2025 se prostřednictvím příspěvku na Instagramu s fotografiemi z oslav Oslo Pride přihlásila k bisexualitě.

## Vývod z předků
|                       |                          |  |             |                 |  |  |  |  |  |  |  |  |
|                       |                          |  |             |                 |  |  |  |  |  |  |  |  |
|                       | Bjarne Nikolai Bjørshol  |  |             |                 |  |  |  |  |  |  |  |  |
|                       |                          |  |             |                 |  |  |  |  |  |  |  |  |
|                       |                          |  |             |                 |  |  |  |  |  |  |  |  |
|                       |                          |  |             |                 |  |  |  |  |  |  |  |  |
|                       | Olav Bjørshol            |  |             |                 |  |  |  |  |  |  |  |  |
|                       |                          |  |             |                 |  |  |  |  |  |  |  |  |
|                       |                          |  |             |                 |  |  |  |  |  |  |  |  |
|                       |                          |  |             |                 |  |  |  |  |  |  |  |  |
|                       | Haldis Petrine Hansenová |  |             |                 |  |  |  |  |  |  |  |  |
|                       |                          |  |             |                 |  |  |  |  |  |  |  |  |
|                       |                          |  |             |                 |  |  |  |  |  |  |  |  |
|                       |                          |  |             |                 |  |  |  |  |  |  |  |  |
|                       | Ari Behn                 |  |             |                 |  |  |  |  |  |  |  |  |
|                       |                          |  |             |                 |  |  |  |  |  |  |  |  |
|                       |                          |  |             |                 |  |  |  |  |  |  |  |  |
|                       |                          |  |             |                 |  |  |  |  |  |  |  |  |
|                       | Andreas Solberg          |  |             |                 |  |  |  |  |  |  |  |  |
|                       |                          |  |             |                 |  |  |  |  |  |  |  |  |
|                       |                          |  |             |                 |  |  |  |  |  |  |  |  |
|                       |                          |  |             |                 |  |  |  |  |  |  |  |  |
|                       | Marianne Solbergová      |  |             |                 |  |  |  |  |  |  |  |  |
|                       |                          |  |             |                 |  |  |  |  |  |  |  |  |
|                       |                          |  |             |                 |  |  |  |  |  |  |  |  |
|                       |                          |  |             |                 |  |  |  |  |  |  |  |  |
|                       | Anne Marie Behnová       |  |             |                 |  |  |  |  |  |  |  |  |
|                       |                          |  |             |                 |  |  |  |  |  |  |  |  |
|                       |                          |  |             |                 |  |  |  |  |  |  |  |  |
|                       |                          |  |             |                 |  |  |  |  |  |  |  |  |
| Maud Angelica Behnová |                          |  |             |                 |  |  |  |  |  |  |  |  |
|                       |                          |  |             |                 |  |  |  |  |  |  |  |  |
|                       |                          |  | Haakon VII. |                 |  |  |  |  |  |  |  |  |
|                       |                          |  |             |                 |  |  |  |  |  |  |  |  |
|                       | Olaf V. Norský           |  |             |                 |  |  |  |  |  |  |  |  |
|                       |                          |  |             |                 |  |  |  |  |  |  |  |  |
|                       |                          |  |             | Maud z Walesu   |  |  |  |  |  |  |  |  |
|                       |                          |  |             |                 |  |  |  |  |  |  |  |  |
|                       | Harald V. Norský         |  |             |                 |  |  |  |  |  |  |  |  |
|                       |                          |  |             |                 |  |  |  |  |  |  |  |  |
|                       |                          |  |             | Karel Švédský   |  |  |  |  |  |  |  |  |
|                       |                          |  |             |                 |  |  |  |  |  |  |  |  |
|                       | Marta Švédská            |  |             |                 |  |  |  |  |  |  |  |  |
|                       |                          |  |             |                 |  |  |  |  |  |  |  |  |
|                       |                          |  |             | Ingeborg Dánská |  |  |  |  |  |  |  |  |
|                       |                          |  |             |                 |  |  |  |  |  |  |  |  |
|                       | Marta Louisa Norská      |  |             |                 |  |  |  |  |  |  |  |  |
|                       |                          |  |             |                 |  |  |  |  |  |  |  |  |
|                       |                          |  |             |                 |  |  |  |  |  |  |  |  |
|                       |                          |  |             |                 |  |  |  |  |  |  |  |  |
|                       | Karl August Haraldsen    |  |             |                 |  |  |  |  |  |  |  |  |
|                       |                          |  |             |                 |  |  |  |  |  |  |  |  |
|                       |                          |  |             |                 |  |  |  |  |  |  |  |  |
|                       |                          |  |             |                 |  |  |  |  |  |  |  |  |
|                       | Sonja Norská             |  |             |                 |  |  |  |  |  |  |  |  |
|                       |                          |  |             |                 |  |  |  |  |  |  |  |  |
|                       |                          |  |             |                 |  |  |  |  |  |  |  |  |
|                       |                          |  |             |                 |  |  |  |  |  |  |  |  |
|                       | Dagny Haraldsen          |  |             |                 |  |  |  |  |  |  |  |  |
|                       |                          |  |             |                 |  |  |  |  |  |  |  |  |
|                       |                          |  |             |                 |  |  |  |  |  |  |  |  |
|                       |                          |  |             |                 |  |  |  |  |  |  |  |  |